# 카날 13 (칠레의 텔레비전 채널)
카날 13(스페인어: Canal 13)는 칠레의 텔레비전 네트워크로, 칠레에서 두번째로 오래된 텔레비전 방송국이다. 개국 당시 명칭은 칠레 가톨릭 대학교 방송 (Universidad Católica de Chile Televisión)이었으며, ‘엘 트레세(El 13)’라고도 부른다. 칠레 교황청 가톨릭 대학교(Pontifical Catholic University of Chile)와 관련된 루크식 그룹에서 소유하고 있다.

## 방송 서비스

### 텔레비전 채널
카날 13은 종합 채널인 ‘카날 13’과 함께, 7여개의 보조 채널을 두고 있다. 카날 13은 2012년 칠레에서 가장 많이 시청된 텔레비전 채널이다.
- 13i : ‘카날 13 인테르나시오날(Canal 13 Internacional)’. 2014년 6월 30일 개국한 카날 13의 국제 텔레비전 방송. 이 방송의 전신으로 1995년부터 2001년까지 방송되었던 UCTV 세냘 인테르나시오날이 있다.
- 13C : 이전 명칭 ‘카날 13 케이블(Canal 13 Cable)’. 문화 프로그램과 비즈니스, 스포츠 프로그램에 더 중심을 두고 있다.
- 13HD : 칠레 최초이자 라틴 아메리카 최초의 HD 채널, 2009년부터 방송 실시.
- 레크 TV : 2014년에 방송을 시작한 케이블 채널. 이전에 방송된 프로그램들을 방송하고 있다.
- 13 발파라이소 : 발파라이소 주 지역을 대상으로 한 채널.
- 13 콘셉시온 : 비오비오주 지역을 대상으로 한 채널.
- T13 모빌 : 스마트폰, 태블릿 등 모바일에서 시청되는 칠레의 뉴스 서비스로 전국 및 지역 뉴스와 날씨를 제공하며, 라디오 방송인 텔레3 라디오를 청취할 수 있다.

### 라디오 방송국
카날 13은 4개의 라디오 방송국도 운영하고 있다. 단, 일부 지역에 한정되어 방송한다.
- Horizonte.cl : 인디 및 얼터너티브 록을 중심으로 한 라디오 방송국. 2012년에 카날 13 네트워크에 소속되었다. 온라인에서만 청취 가능하다.[2]
- Oasis FM : 카날 13 네트워크에 소속된 라디오 방송국. 산티아고 및 남부 지역에서 청취가능.[3]
- Play FM[4] : 영어 음악을 중심으로 한 라디오 방송국. 때때로 스페인어 음악을 방송하기도 한다. 주파수는 산티아고 기준으로 100.9 FM이다.
- Sonar FM : 록과 하드 록 음악을 중심으로 한 라디오 방송국. 주파수는 산티아고 기준으로 105.7 FM으로, 2009년 7월 29일 수요일에 방송을 시작했다.
- Tele13 Radio : 카날 13 보도국에 소속된 뉴스 전문 라디오 방송국. 주파수는 산티아고 기준으로 103.3 FM이다.

### 그 외
13.cl은 카날 13 온라인 서비스의 홈페이지 및 브랜드 명이다. 여기에는 텔레트레세(뉴스)와 D13(스포츠), 주문형 비디오 및 무선 서비스 공동 브랜드인 Todo 13 등을 포함하고 있다. 카날 13은 1999년부터 자사의 TV와 라디오 프로그램을 지원하는 온라인 서비스를 시작했다.
Eventos 13은 특집 방송 중심 부문으로, 특별 행사 서비스를 제공하고 있다.

### 디지털 방송 현황
| 채널 | 가로세로비    | 방송 채널 |
| ---- | ------------- | --------- |
| 24.1 | 4:3 또는 16:9 | Canal 13  |
| 24.2 | 16:9          | 13HD      |
| 24.3 | 4:3           | 13C       |

## 프로그램 목록
- 텔레트레세 (Teletrece) (1970년~) : 뉴스 프로그램
- 투 디아 (Tu día) (2021년~) : 아침 정보 프로그램
- 마초스 (Machos) (2003년) : 텔레노벨라
- 파피 리키 (Papi Ricky) (2007년) : 텔레노벨라
- 사바도 기간테 (Sábado Gigante) (1962년~2015년) : 버라이어티 쇼
- 엘 문도 델 프로페소르 로사 (El Mundo del Profesor Rossa) (1984년~2001년) : 어린이 프로그램

## 역대 로고

1961~1970
1970
1970~1973
1973~1978
1978~1979
1979~1999
1999~2000
2000~2002
2002~2005
2005~2010
2010.11.1~2018.3.22
2018.3.22~현재

## 역대 슬로건
- 1959–1961 : Transmite, Canal 2 de la Universidad Católica de Chile (칠레 가톨릭대에서 보내드리는 방송 채널 2)
- 1961–1963 : Transmite, Canal 13 de la Universidad Católica de Chile (칠레 가톨릭대에서 보내드리는 방송 채널 13)
- 1968–1973 : Por la patria, dios y la Universidad (나라와 하느님과 대학교를 위해)
- 1978 : Bienvenido al mundo del color (컬러의 세계로 어서오세요!)
- 1979-1982 : Universidad Católica de Chile Televisión (칠레 가톨릭대 방송)
- 1980 : ¡El canal con todo! (모두와 함께하는 채널!)
- 1984–1997 : Esta es Universidad Católica de Chile Television (여기는 칠레 가톨릭대 방송입니다.)
- 1988–1992 : En sus hogares, Universidad Católica de Chile Television (당신의 가정 속에, 칠레 가톨릭대 방송.)
- 1992–1998 : Transmite Universidad Católica de Chile Television (칠레 가톨릭대 텔레비전이 방송중입니다.)
- 1996–1998 : Su canal de Siempre (언제나, 당신의 채널)
- 1999–2000 : Siga la señal del 13 (13번 시그널에 따라오세요)
- 2000–2002 : Transmite, Corporación de Televisión de la Pontificia Universidad Católica de Chile, Canal 13. (칠레 교황청 가톨릭 대학교 텔레비전, 채널 13이 방송중입니다)
- 2002–2005 : Está bueno el 13 (13은 좋다)
- 2005–2009 : Nos vemos en el 13 (우리는 13에 있다)
- 2009–2010 : Todo lo bueno suma 13 (좋은걸 전부 모으면 13)
- 2010 : El 13 en tu vida siempre (당신 삶 속에 영원한 13)
- 2010 : Ahora es Cuando (지금이 때입니다)
- 2011 : Prendete con el 13 (13으로 돌려보세요)
- 2012 : Por el 13 (13으로)